# المهرج (قصة قصيرة)
المهرج (بالألمانية: Der Bajazzo) قصة قصيرة من تأليف الكاتب الألماني توماس مان، نُشرت في مجموعة قصصه القصيرة «السيد فريدمان القصير» (Der kleine Herr Friedemann)، ولاحقاً بعد وفاة مان في مجموعة «الموت في فينيسا وقصص أخرى». القصة تتحدث عن شخص مهرج يهدر حياته كلها في التسكع، ويعيش على ميراث والده، في نهاية المطاف المهرج لم يعد قادراً على إنكار الشعور بالوحدة لما هو عليه، فيقرر الانتحار، إلا أنه يترك هذه الفكرة قائلاً أن عملاً بطولياً كالانتحار لا يليق بمهرج، بدلاً من ذلك يأسف أن حياته ستستمر بتلك الطريقة.